# Ерндтебрик
Ерндтебрик (њем. Erndtebrück) општина је у њемачкој савезној држави Северна Рајна-Вестфалија. Једно је од 11 општинских средишта округа Зиген-Витгенштајн. Према процјени из 2010. у општини је живјело 7.357 становника. Посједује регионалну шифру (AGS) 5970012, NUTS (DEA5A) и LOCODE (DE ERN) код.

## Географски и демографски подаци
Ерндтебрик се налази у савезној држави Северна Рајна-Вестфалија у округу Зиген-Витгенштајн. Општина се налази на надморској висини од 480–686 метара. Површина општине износи 70,9 km². У самом мјесту је, према процјени из 2010. године, живјело 7.357 становника. Просјечна густина становништва износи 104 становника/km².

## Међународна сарадња
| Мјесто | Држава    | Врста сарадње | Од    |
| ------ | --------- | ------------- | ----- |
| Берж   | Француска | партнерство   | 1973. |
| Извор  |           |               |       |